# Georg Danzer

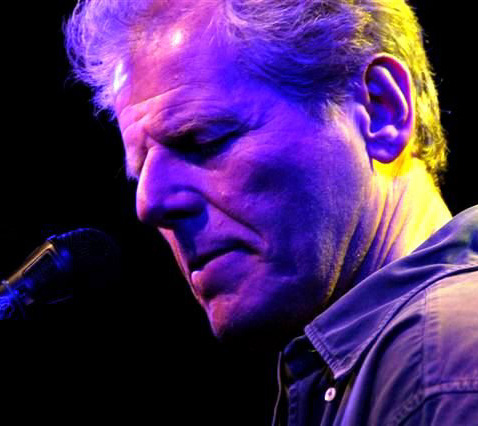
Georg Danzer (2003)

Georg Franz „Schurli“ Danzer (* 7. Oktober 1946 in Wien; † 21. Juni 2007 in Asperhofen, Niederösterreich) war ein österreichischer Liedermacher und ein Pionier des Austropops – eine Zuordnung, der er selbst zeitlebens zu entgehen versuchte. Er hatte Erfolge als Solokünstler, anfänglich auch mit seiner Band The Madcaps und später in der Formation Austria 3 mit Wolfgang Ambros und Rainhard Fendrich.

## Leben

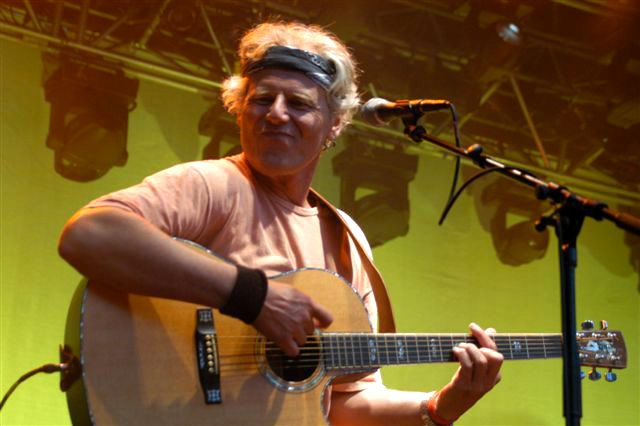
2006, mit Austria 3

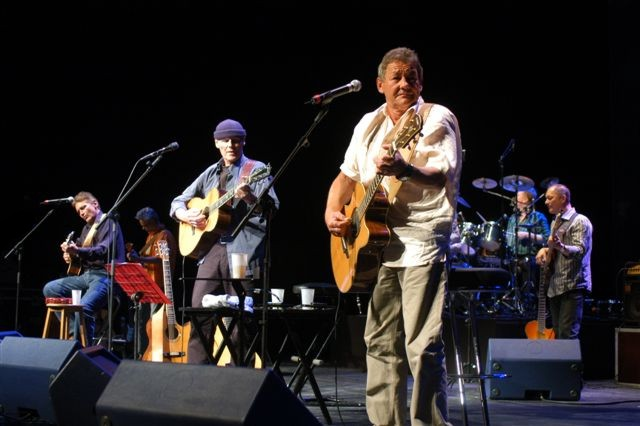
Letzter Auftritt, Wiener Stadthalle, in der Formation von Austria 3 (im Vordergrund Wolfgang Ambros)

Georg Danzer wurde als Sohn eines Beamten des Magistrates der Stadt Wien und einer Angestellten einer Gold- und Silberscheideanstalt geboren. Er wuchs im Wiener Stadtteil Gaudenzdorf auf. Nach der bestandenen Matura am Gymnasium in der Diefenbachgasse bereiste er zunächst per Autostopp Deutschland, die Niederlande und Italien. Im Herbst 1966 wurde seine Bewerbung an der Akademie der bildenden Künste Wien abgelehnt. Er begann stattdessen an der Universität Wien ein Philosophie- und Psychologiestudium. In einem Interview im ORF gab er um 1968 an: „Ich studiere Zeitungswissenschaften“, worauf der Moderator Gerhard Bronner konterte: „Junger Mann, […], satteln Sie beizeiten um zur Musik“.

### Karrierebeginn
Nach einer weiteren längeren Reise, die ihn trampend zunächst bis Kreta (verarbeitet im Stück Griechenland), dann nach Hamburg und Schweden führte, wandte sich Danzer 1967 der Musik zu. Er brachte im Folgejahr seine erste Single Vera heraus und hatte erste Auftritte im österreichischen Rundfunk. Er bekam zwar keinen Plattenvertrag, doch die Ö3-Redakteurin Evamaria Kaiser wurde 1970 auf ihn aufmerksam. Er textete danach drei Jahre lang für viele in Wien auftretende Sänger und Bands – unter anderem für Marianne Mendt, Margot Werner, Erika Pluhar, André Heller, Wolfgang Ambros und Wilfried. Zusammen mit Heller und Mendt gehörte „der Schurli“ zu einem Kreis junger Musiker, die sich oft in Bronners Cabaret Fledermaus trafen und prägend für die österreichische Musikszene der kommenden Jahrzehnte werden sollten.
In diesen Jahren wurde der Wiener Dialekt durch Lieder wie Wia a Glock’n von Marianne Mendt und Da Hofa von Wolfgang Ambros in der Popmusik des Landes etabliert, und auch Danzer verfasste seine Texte zunehmend in diesem Stil. 1971 war er kurzzeitig Mitglied der Dialekt-Band The Madcaps und schrieb einige ihrer Lieder. 1972 erschien die Single Tschik (öst. ugs. Zigarette, aber auch Zigarettenstummel). In den Nachkriegsjahren war es nicht selten, dass Bedürftige – demnach Tschikarretierer genannt – solche Stummel mittels eines zugespitzten Stocks aufsammelten, um aus mehreren solcher einen neuen Tschik zu drehen. Der Song spielt mit dem in den 1960ern noch allgemein bekannten Begriff ohne Hinweis auf den Autor und Sänger: In gebrochenem Sprechgesang erzählt ein Sandler (öst. ugs. Obdachloser) aus seinem Leben. Die Erstauflage der Single war in einer Müllsack-ähnlichen Papiertüte verpackt. Der Tschik, der manchen Zeitgenossen „geradezu skandalös“ schien, wurde erst von Ö3-Redakteur Peter Barwitz anhand einer Stimmanalyse als Georg Danzer identifiziert. Nach dem Ausschluss Karl Schranz’ von den Olympischen Spielen 1972 veröffentlichte er mit André Heller unter dem Pseudonym Die Österreicher i. V. den hymnischen Landler Der Karli soll leb’n (der Brundage steht daneb’n). Über Nacht wurde die Single 9.000-mal verkauft und erreichte Platz 9 der Austro-Charts.

### Durchbruch
Dem kommerziellen Flop der teils mit Eigenmitteln produzierten LP Honigmond (1973) folgte 1974 das Konzeptalbum Der Tätowierer und die Mondprinzessin samt begleitendem, vom Autor illustrierten Buch. Der Durchbruch gelang 1975 mit der Single Jö schau (Persiflage eines Flitzers, des „Nackerten im Hawelka“) und der LP Ollas leiwand (ugs.: alles bestens). Am 14. Oktober heiratete er Dagmara, die er im April 1968 kennengelernt hatte.
1976 war für Danzer ein erfreuliches Jahr: Tochter Daniela, von ihm Püppi genannt, wurde geboren, er schloss einen Vertrag mit dem Major-Label Polydor, die englische Fachzeitschrift Music Week ernannte ihn zum „Star of the Year“ und fünf seiner Lieder bildeten den Soundtrack zur ersten Folge der Satire-Krimi-Reihe Kottan ermittelt. Darin wurde die Atmosphäre im Wien der 1970er Jahre karikiert.
Von da an verbrachte Danzer seine Zeit überwiegend in Deutschland. In Berlin entstand 1977 die LP Unter die Haut und mit den Musikern Michael Gechter (E-Gitarre), Earl Bostic (Bass), Frank Lüdeke (Saxophon), Eberhard „Bär“ Wieland (Keyboard) und Olav Gustafson (Schlagzeug) fand er die Band, mit der er während der folgenden Jahre einige seiner erfolgreichsten Alben einspielen sollte. Auch in Deutschland erhielt er durchwegs gute Kritiken, zugleich stand aber sein Lied War das etwa Haschisch? auf der Schwarzen Liste mehrerer Rundfunksender. Ende 1977 erschien in Deutschland die LP Ein wenig Hoffnung, annähernd gleichzeitig in Österreich Narrenhaus mit im Dialekt verfassten Liedtexten.

### Popularität und Krise
Die „Georg Danzer Tournee 79“ mit 32 ausverkauften Konzerten und das im folgenden Jahr veröffentlichte gleichnamige Live-Doppelalbum bildeten einen Meilenstein in seiner Karriere. In den nächsten Jahren reihte sich ein Werk an das andere (Traurig aber wahr 1980, Ruhe vor dem Sturm 1981). Auch in Österreich wurde Danzer nun als Liedermacher mit einem Schaffen jenseits des spaßigen Jö schau einer breiteren Öffentlichkeit bekannt. Der ORF produzierte ein 45-minütiges Porträt Danzer Direkt. 1981 kam Sohn Andreas zur Welt, und Danzer ging zuerst solo auf Tournee und spielte 47 Konzerte (Live-Album Direkt), später folgte eine gemeinsame Open-Air-Tournee mit Ludwig Hirsch, Konstantin Wecker, Chris de Burgh und Georges Moustaki. Die gnädige Frau und das rote Reptil, ein Buch mit Liedtexten und Erzählungen Danzers, erschien 1982. 1983 gehörte Danzer zu den ersten deutschsprachigen Musikern, die ein Album (… und so weiter) auf CD veröffentlichten.
Im Sommer 1984 löste Danzer seine Band auf und nahm in München mit neuen Musikern das Album Weiße Pferde auf. Bei den Dreharbeiten in Andalusien für ein unter der Regie von Rudi Dolezal produziertes Video zum Titellied hatte er einen schweren Motorradunfall. Er wurde mit lebensgefährlichen Verletzungen mit der Flugambulanz nach Wien gebracht. 1985 wurde er von Dagmara geschieden, sein Vater starb durch Suizid und sein Ex-Manager tauchte unter, worauf das Finanzamt Nachforderungen stellte und Polydor seinen Vertrag nicht verlängerte.
1986 schloss er einen neuen Plattenvertrag mit Teldec und verlagerte seinen Lebensmittelpunkt nach Spanien, auch zum Erlernen der Sprache. 1988 zog er nach Hamburg und erkrankte während einer Ägypten- und Keniareise an Malaria. Im folgenden Jahr siedelte er mit Lebensgefährtin Bettina auf einen Bauernhof in Werl-Holtum (Westfalen) über, den er mit Unterbrechungen bis 1994 bewohnte und wo er auch zwei Romane des Spaniers Manuel Vicent übersetzte: Mein Name ist Kain und Flug der erloschenen Schönheit.

### Wieder in Wien
Ab 1990 verbrachte Danzer wieder mehr Zeit in Wien und nahm, unter Mitwirkung von Peter Cornelius (Gitarre), Marianne Mendt (Gesang) und Wilfried (Gesang), das Album Wieder in Wien auf. Die folgende Österreich-Tournee wurde ein Erfolg. 1992 heirateten Georg Danzer und Bettina, wenig später kam Sohn Jonas zur Welt.
Zur Veröffentlichung der CD Nahaufnahme (u. a. mit Hans Theessink und Dorretta Carter) ging Danzer 1993 auf eine dreimonatige Tournee durch Österreich, Deutschland und die Schweiz. 1994 wurde Sohn Jakob geboren und die Familie übersiedelte nach Österreich. 1995 erschien Große Dinge mit Ulli Bäer, Gary Lux, Thomas Morá und Peter Barborik. Im selben Jahr spielte er mit Adi Hirschal und Lukas Goldschmidt Liada ohne Grund, ein Programm mit Wienerliedern.

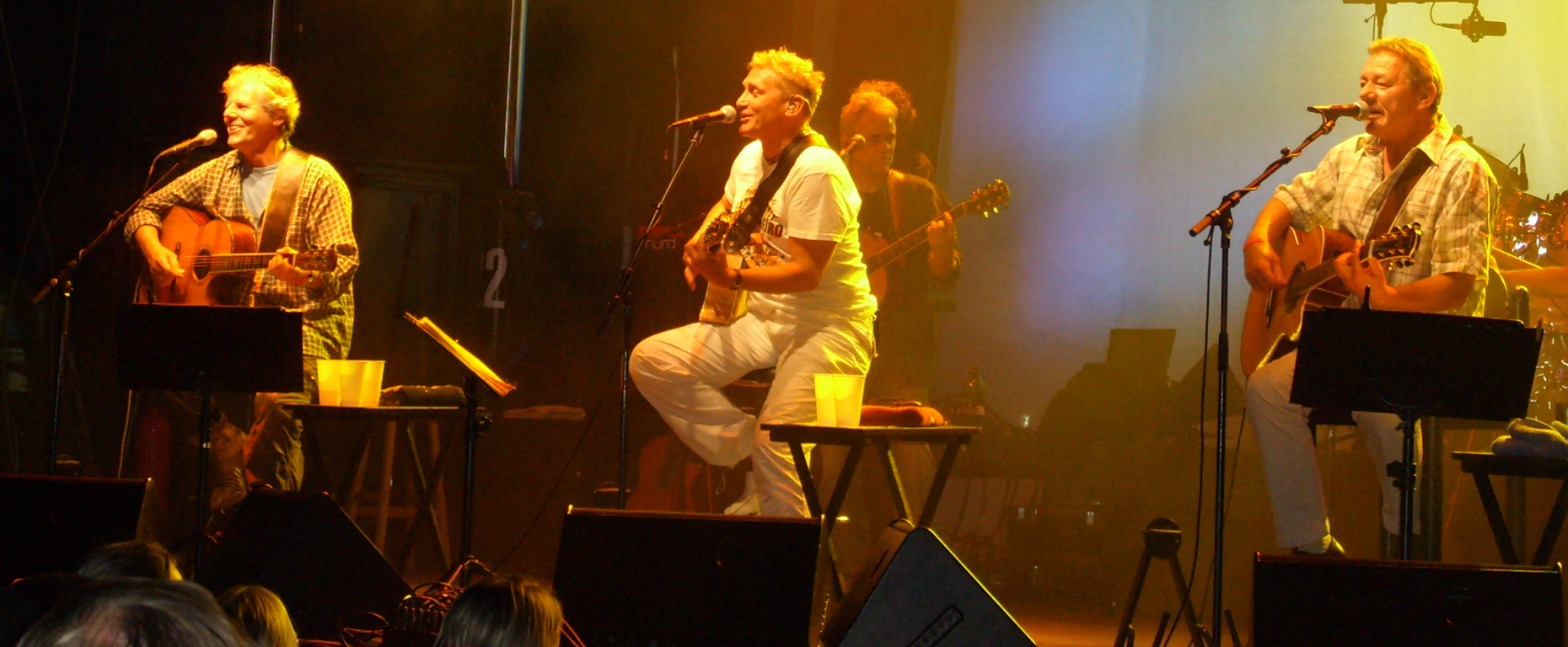
Georg Danzer mit Austria 3 (2006)

Am 10. Dezember 1997 trat Danzer im Theater an der Wien erstmals mit Wolfgang Ambros und Rainhard Fendrich als Austria 3 auf. Ursprünglich für ein einziges Benefizkonzert zu Gunsten Obdachloser „zusammengetrommelt“ wurde die Gruppe zu einer der erfolgreichsten des Austropops. Im selben Jahr war Danzer der erste europäische Musiker, der ein CD-Extra (zu $ex im Internet) mit multimedialen Inhalten für verschiedene Computerplattformen veröffentlichte. Während er mit Austria 3 erfolgreich Alben veröffentlichte, stets ausverkaufte Konzerte gab und einem neuen Publikum bekannt wurde, produzierte er auch einige Soloalben.
Im April 2000 übernahm Danzer für zwei Jahre den Vorsitz der 1992 gegründeten Menschenrechtsorganisation SOS Mitmensch und engagierte sich dort gegen Fremdenfeindlichkeit und Rassismus. Zu seinem 30-jährigen Bühnenjubiläum erschien 2003 die DVD Sonne, Mond & Sterne mit einem Rückblick auf seinen Werdegang. 2004 wurde das Album Persönlich mit Wolfgang Puschnig (Saxofon), Achim Tang (Bass) und Christian Eigner (Schlagzeug) sowie Gastauftritten von Zabine und Katja Riemann veröffentlicht. Gemanagt wurde er bis zuletzt von seinem Freund und ehemaligen PR-Mann bei Polydor-Österreich, Franz Christian „Blacky“ Schwarz.

### Privatleben
1975 heiratete er Dagmara, die er 1968 kennengelernt hatte. Die Ehe wurde 1985 geschieden. Im Jahr 1989 wurde die Beziehung mit seiner Lebensgefährtin Bettina bekannt, die er 1992 heiratete. Danzer hat eine Tochter (* 1976) und drei Söhne (* 1981, * 1992 und * 1994).

### Krankheit und Tod
Anfang Juli 2006 machte der ehemalige Kettenraucher Danzer in einem Interview für das Nachrichtenmagazin Profil bekannt, dass er an Lungenkrebs erkrankt sei. Er engagierte sich bei einer Veranstaltung der Österreichischen Lungenunion. Sein letzter Auftritt, das ursprünglich bereits zu seinem 60. Geburtstag im Oktober des Vorjahres geplante „Freunde“-Konzert in der Wiener Stadthalle, fand am 16. April 2007 ebendort statt.
Am 21. Juni 2007 starb Georg Danzer in der Obhut seiner Familie in Asperhofen im Mostviertel, wo er zuletzt lebte. Am nächsten Tag wurde, seinem Wunsch entsprechend, sein Leichnam im Krematorium St. Pölten abseits jeder Öffentlichkeit eingeäschert. Auf ein Ehrengrab der Stadt Wien, wie es Künstlern seines Ranges üblicherweise angeboten wird, hatte Danzer vorweg verzichtet. Zwar hatte er auch verfügt, seinen Tod erst nach der Einäscherung offiziell bekannt zu geben, doch hatten zwei österreichische Medien bereits am Sterbetag von diesem berichtet. Die Asche wurde am 20. Juli 2007, seinem Wunsch entsprechend, vor der Küste Mallorcas dem Meer übergeben.
Rainhard Fendrich widmete ihm das Lied Abschied, das auf seinem Album Meine Zeit erschien. Es schildert, wie Fendrich mit dem bevorstehenden Tod Danzers umging.

## Wirken

### Musik
Jö schau, Hupf’ in Gatsch, Fett wie ein Radierer, Ruaf mi net an, Weiße Pferde oder Der legendäre Wixerblues vom 7. Oktober 1976 sind nur einige der Songs, die der Liedermacher während seiner 400 Lieder umfassenden Schaffensperiode veröffentlicht hat. In den letzten Lebensjahren machte er insbesondere durch sein Mitwirken bei Austria 3 und durch sein umstrittenes Album 13 schmutzige Lieder von sich reden.
Danzers Musikstil war anfänglich stark an Schlager, ähnlich dem von Udo Jürgens, orientiert, darunter die als Single veröffentlichten Lieder Vera und Wenn du sagst, es ist vorbei (beide 1968). 1972 brachte er die Single Tschik heraus, in der er aus der Sicht eines „Sandlers“ erzählt. Das Lied zeigt Einflüsse aus dem Bereich des Blues und des Folk, auf die er sich erst wieder in späteren Veröffentlichungen wie Wieder in Wien (1990) oder Träumer (2006) besann. Seine kommerziell erfolgreichste Single, Jö Schau (1975), ist für Danzers musikalische Phase in den 1970er-Jahren bezeichnend und zählt neben Da Hofa von Wolfgang Ambros zu den genreschaffenden Liedern der Dialektwelle.
Ein Stilwechsel macht sich bei seinem Konzeptalbum Ruhe vor dem Sturm (1981) bemerkbar. Besonders von der Synthie-Popmusik ließ Danzer sich bei diesem Album – wie später auch auf dem Longplayer Denkmal – inspirieren. Mit der LP Weiße Pferde (1984) begab sich Danzer in den Bereich der Neuen Deutschen Welle. Dieser Versuch stieß sowohl bei den Musikkritikern als auch bei der Hörerschaft auf eher negative Resonanz. Auf dem Folgealbum Menschliche Wärme (1984) ehrte Danzer den britischen Singer-Songwriter Donovan mit einer deutschsprachigen Coverversion dessen Klassikers Atlantis. Ähnliche rocklastige Muster lassen sich sowohl beim Rest des Albums, als auch bei seinem nachfolgenden Werk Alles aus Gold (1985) feststellen.

### Texte
Danzers Texte sind sowohl auf Hochdeutsch als auch im Wiener Dialekt geschrieben. Seine ersten Werke weisen neben musikalischen Einflüssen auch thematische Ähnlichkeiten mit dem zeitgenössischen Schlager auf. Humoristisch-ironische Texte im Dialekt folgen in seinen Veröffentlichungen der frühen 1970er Jahre. Tschik beschreibt den Alltag aus der Sicht eines Obdachlosen. Mit einer eher rau verstellten Stimme unterstreicht er auch dessen Sucht nach dem Tschik, der Zigarette. Danzers Œuvre umfasst von Anfang an Tiefsinniges, Romantisches, Komisches und Anstößiges. Auf dem Album Feine Leute (1979) finden sich so etwa neben dem satirischen Titellied das noch lange später populäre Die Freiheit, das unter dem Eindruck der Nachwirkungen des Deutschen Herbstes entstandene Wir werden alle überwacht, die Ballade Zehn kleine Fixer und die biedere Sexualmoral persiflierenden Titel Pornographie und Sexi Exi. Im weiteren Verlauf seiner Karriere werden Danzers Texte gesellschaftskritischer, wie unter anderem beim Lied Frieden (1981), in dem er seine Forderung nach Frieden und seine Verachtung des Kalten Krieges unterstreicht. Er besingt darin die „vier Milliarden Tode“, die der nächste Krieg kosten könnte, also die gesamte Weltbevölkerung. (Im Gegensatz dazu macht Hannes Wader in Es ist an der Zeit das Schicksal der Menschheit an einem einzelnen Soldaten fest.) Mit dem Song Graue Herren, inspiriert von Michael Endes Roman Momo, setzt sich Danzer mit dem Suizid seines Vaters auseinander. Um das Thema Tod geht es größtenteils auch in Träumer, seinem letzten Studioalbum.

### Einfluss und Rezeption
Georg Danzer galt in der österreichischen Popularmusik als Poet und Dichter. Auch wird er als Pionier der Wiener Liedermacherszene gesehen (vgl. Österreichische Liedermacher). Besonders Wolfgang Ambros’ Stil war stark von Danzer beeinflusst. Mit diesem trat er auch mehrmals gemeinsam auf. Ein von der damaligen Jugend umjubeltes Konzert gaben sie zusammen bei der Besetzung des Wiener Jugendzentrums Arena.
Danzer war einer der ersten im österreichischen Dialekt singenden Künstler, die in Deutschland kommerziell Fuß fassen konnten. Nach ausverkauften Konzerten auf der Tournee 1979 setzte er von seinem Album Ruhe vor dem Sturm fast 250.000 Einheiten ab.

## Diskografie
Studioalben

| Jahr | Titel                                 | Höchstplatzierung, Gesamtwochen, AuszeichnungChartplatzierungen (Jahr, Titel, Platzierungen, Wochen, Auszeichnungen, Anmerkungen) | Höchstplatzierung, Gesamtwochen, AuszeichnungChartplatzierungen (Jahr, Titel, Platzierungen, Wochen, Auszeichnungen, Anmerkungen) | Höchstplatzierung, Gesamtwochen, AuszeichnungChartplatzierungen (Jahr, Titel, Platzierungen, Wochen, Auszeichnungen, Anmerkungen) | Anmerkungen                                                                             |
| Jahr | Titel                                 | DE | AT | CH | Anmerkungen                                                                             |
| ---- | ------------------------------------- | --- | --- | --- | --------------------------------------------------------------------------------------- |
| 1973 | Honigmond                             | — | AT16 (1 Wo.)AT | — | Charteinstieg bei Vinyl-Wiederveröffentlichung 2022                                     |
| 1974 | Der Tätowierer und die Mondprinzessin | — | AT10 (1 Wo.)AT | — | Charteinstieg bei Vinyl-Wiederveröffentlichung 2024                                     |
| 1975 | Ollas leiwaund                        | — | AT3 (16 Wo.)AT | — |                                                                                         |
| 1978 | Narrenhaus                            | — | AT16 (4 Wo.)AT | — |                                                                                         |
| 1981 | Ruhe vor dem Sturm                    | DE15 (33 Wo.)DE | AT8 (10 Wo.)AT | — |                                                                                         |
| 1982 | Jetzt oder nie                        | DE36 (9 Wo.)DE | AT17 (4 Wo.)AT | — |                                                                                         |
| 1983 | Und so weiter                         | — | AT12 (6 Wo.)AT | — |                                                                                         |
| 1984 | Menschliche Wärme                     | — | — | CH25 (1 Wo.)CH |                                                                                         |
| 1993 | Nahaufnahme                           | — | AT33 (1 Wo.)AT | — |                                                                                         |
| 1995 | Große Dinge                           | — | AT28 (3 Wo.)AT | — |                                                                                         |
| 1999 | Atemzüge                              | — | AT37 (2 Wo.)AT | — |                                                                                         |
| 2001 | 13 schmutzige Lieder                  | — | AT8 (16 Wo.)AT | — | Höchstplatzierung bei Wiedereintritt 2022, davor hatte das Album 2001 Platz 33 erreicht |
| 2004 | Persönlich                            | — | AT23 (6 Wo.)AT | — |                                                                                         |
| 2005 | Von Scheibbs bis Nebraska             | — | AT4 (9 Wo.)AT | — |                                                                                         |
| 2006 | Träumer                               | — | AT11 (20 Wo.)AT | — |                                                                                         |

grau schraffiert: keine Chartdaten aus diesem Jahr verfügbar
Weitere Studioalben
- 1972: Der Tschik
- 1975: Danzer, Dean & Dracula
- 1976: Du mi a
- 1977: Unter die Haut
- 1978: Ein wenig Hoffnung
- 1979: Feine Leute
- 1979: Notausgang
- 1980: Traurig aber wahr
- 1984: Weiße Pferde
- 1985: Alles aus Gold
- 1986: Danzer
- 1987: Liebes Leben!
- 1989: Rufze!chen
- 1990: Wieder in Wien
- 1991: Keine Angst
- 1992: Kreise
- 1997: $ex im Internet

## Auszeichnungen und Gedenken
1993 erhielt er als zweiter Singer/Songwriter den schweizerischen Radiospotpreis „Goldenes Ohr“. 1995 ehrte ihn der Belgische Rundfunk mit der „Silbernen Ehrenantenne“ für die weltweit meisten Textveröffentlichungen in Schulbüchern. Anlässlich seines 50. Geburtstags erhielt er 1996 von der Wiener Vizebürgermeisterin Grete Laska und dem Landtagsabgeordneten Harry Kopietz den „Goldenen Rathausmann“ überreicht. 1999 wurden Danzer, Ambros und Fendrich für Austria 3 mit dem „BASF Master Award“ ausgezeichnet. Für das beste Album des Jahres 2004 in der Kategorie Pop Album National erhielt Georg Danzer 2005 für das von Dieter Kolbeck und Stephan Maass produzierte Album Persönlich den Amadeus Austrian Music Award. 2007 wurde Danzer für sein Lebenswerk mit einem weiteren Amadeus Austrian Music Award geehrt, konnte aber wegen seiner Krankheit nicht mehr zur Preisverleihung erscheinen und sandte stattdessen eine Videobotschaft. Ende 2008 wurde Danzer posthum mit der Goldenen Schallplatte für sein Livealbum Und manchmal kanns auch regnen ausgezeichnet. Am 30. März 2009 wurde das Album Wann i so z’ruckschau – Die ultimative Liedersammlung mit Gold ausgezeichnet. 
2009 wurden die Brücken über die Donau und die Neue Donau zwischen den U6 Haltestellen "Handelskai" und "Neue Donau" zu Ehrung Danzers Beteiligung an der Sanierung der Reichsbrücke per Beschluss des Wiener Gemeinderatsausschuss für Kultur und Wissenschaft Georg-Danzer-Steg benannt.
Ein 2015 auf Initiative von Marianne Engelmann und dem Verein Fluchtweg in Wien-Döbling eröffnetes Haus für Unbegleitete minderjährige Flüchtlinge trägt seinen Namen. Zwei weitere Georg-Danzer-Häuser wurden in Wien-Oberlaa und Stockerau eröffnet.
Zu Danzers 70. Geburtstag sendete der ORF am 7. Oktober 2016 die von Thomas Stipsits kommentierte Dokumentation Nur a klana Bua im Winter.

### Werke
- Georg Danzer: Die gnädige Frau und das rote Reptil. Erzählungen, Lieder, Gedanken, Betrachtungen. Heyne 6083, München 1982 (1985 4. erweiterte Auflage), ISBN 3-453-01585-1.
- Georg Danzer: Auf und davon. Edition Tau, Bad Sauerbrunn 1993, ISBN 3-900977-43-7.

### Porträts, Interviews
- Kathrin Brigl (Interviews) und Siegfried Schmidt-Joos (Edition): Selbstredend…  Rowohlt, Reinbek 1985, 252 S., Ill., Interviewporträts mit Georg Danzer, Klaus Hoffmann, Peter Horton, Heinz Rudolf Kunze, Reinhard Mey, Erika Pluhar, Hans Scheibner, Stephan Sulke. ISBN 3-499-15602-4.
- Beate Dapper (Hrsg.): Liedermacher. Ulla Meinecke, Klaus Hoffmann, Georg Danzer, Hannes Wader, Reinhard Mey. Bund-Verlag, Frankfurt am Main 1998, 75 S., Ill., ISBN 978-3-7957-5685-7.
- Georg Danzer: Jetzt oder nie. Im Gespräch mit Christian Seiler. Amalthea Signum, Wien 2006, 152 Seiten ISBN 978-3-85002-584-3.

### Übersetzungsarbeiten Georg Danzers
- Manuel Vicent: Mein Name ist Kain. Residenz Verlag, Salzburg 1991, ISBN 3-7017-0695-6.
- Manuel Vicent: Der Flug der erloschenen Schönheit. Residenz Verlag, Salzburg 1992, ISBN 3-7017-0739-1.

## Film
- Austropop-Legenden. Georg Danzer. Dokumentarfilm, Österreich, 2012, 49:20 Min., Buch und Regie: Rudi Dolezal, Produktion: DoRo, ServusTV, Reihe: Austropop-Legenden, Erstsendung: 30. November 2012 bei ServusTV, Inhaltsangabe von fernsehserien.de.